# سیارک ۱۷۹۵۶
سیارک ۱۷۹۵۶ (به انگلیسی: 17956 Andrewlenoir، نامگذاری:1999JC28) هفده هزار و نهصد و پنجاه و ششمین سیارک کشف شده‌است که در ۱۰ مه ۱۹۹۹ کشف شد.
قدر مطلق سیارک برابر ۱۱.۲ است.